# Кехтна (волость)

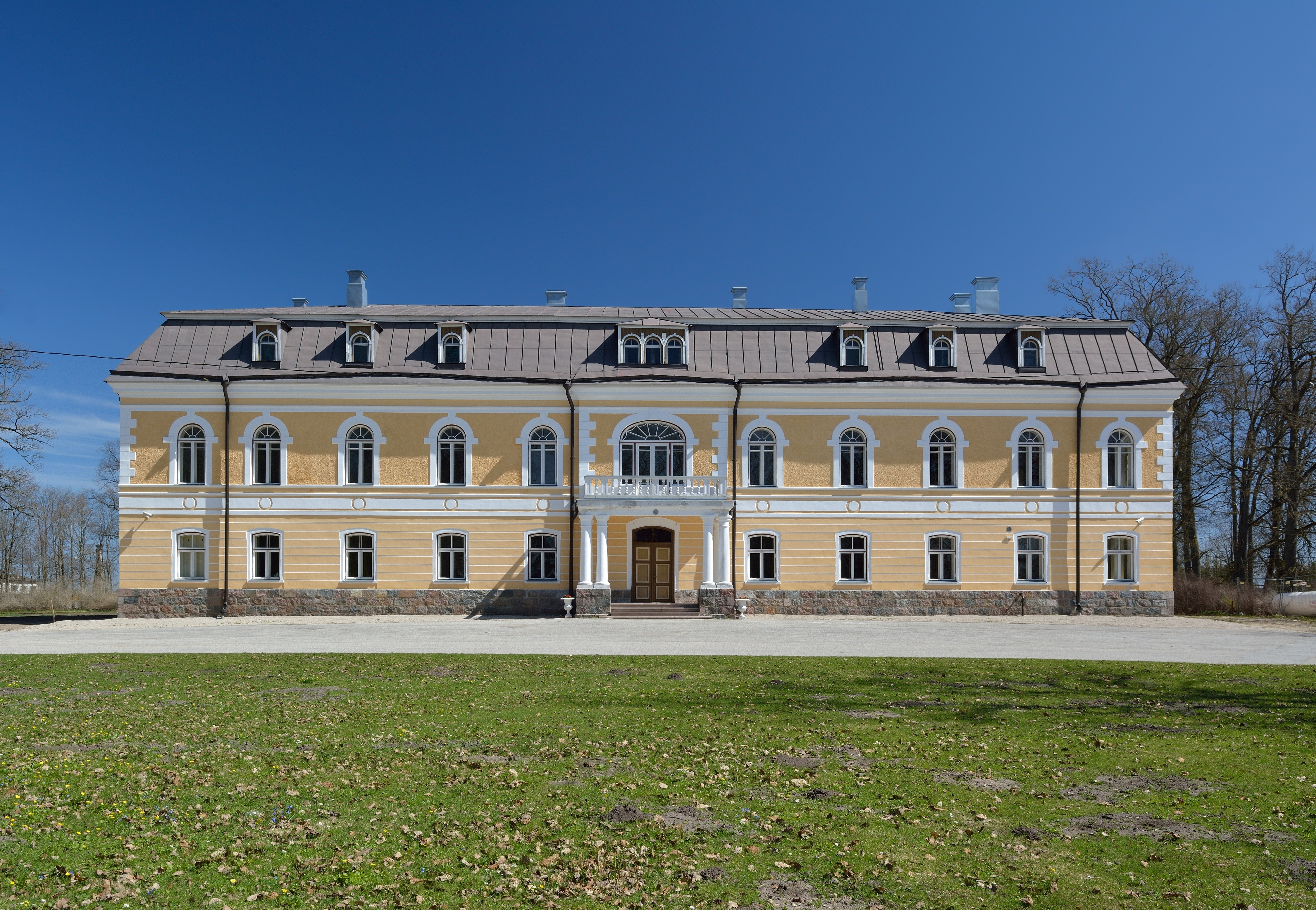

Кехтна (эст. Kehtna) — бывшая волость в Эстонии, в составе уезда Рапламаа.
Площадь волости — 507,3 км², численность населения на 1 января 2012 года составляла 4604 человека.
Административный центр волости — посёлок Кехтна. На территории волости находятся ещё 4 посёлка — Эйдапере, Лелле, Кеава, Каэрепере и 43 деревни.